# Etienne Heyse
Etienne Heyse (Vilvoorde, 2 februari 1967) is een Belgische kanunnik.

## Levensloop
Etienne Heyse studeerde op kandidaatsniveau moderne geschiedenis en oosterse filologie en op licentiaatsniveau godsdienstwetenschappen en godgeleerdheid. 
Op 12 september 1992 werd hij tot priester gewijd. Vanaf 1997 hield hij zich als diocesaan bezig met diaconaatszaken. Daarnaast was hij van juli 2000 tot augustus 2008 president van het diocesaan Johannes XXIII-seminarie in Leuven. Vanaf 2006 was hij ook parochievicaris in de Sint-Lambertusparochie in Heverlee.
Sinds 30 januari 2009 is Heyse bisschoppelijk vicaris voor het vicariaat Vlaams-Brabant en Mechelen en daarmee de eindverantwoordelijke op pastoraal vlak voor dit vicariaat.
Op 16 september 2019 werd hij ziekenhuispastor van UZ Leuven benoemd.